# ارنو أرت
ارنو أرت هو منافس ألعاب قوى بلجيكي، ولد في 28 يناير 1993 في Hannut ‏ في بلجيكا.

## وصلات خارجية
- ارنو أرت على موقع الاتحاد الدولي لألعاب القوى (الإنجليزية)
- ارنو أرت على موقع اللجنة الأولمبية الدولية (الإنجليزية)
- ارنو أرت على موقع أوليمبيديا (الإنجليزية)